# Capidava (geslacht)
Capidava is een geslacht van spinnen uit de familie springspinnen (Salticidae).

## Soorten
De volgende soorten zijn bij het geslacht ingedeeld:
- Capidava annulipes Caporiacco, 1947
- Capidava auriculata Simon, 1902
- Capidava biuncata Simon, 1902
- Capidava dubia Caporiacco, 1947
- Capidava rufithorax Simon, 1902
- Capidava saxatilis Soares & Camargo, 1948
- Capidava uniformis Mello-Leitão, 1940